# Sugar Creek (Missouri)
Sugar Creek è un comune degli Stati Uniti d'America, situato nello Stato del Missouri, diviso tra la contea di Jackson e la contea di Clay.